# Дезире Клари
Бернардина Ежени Дезире Бернадот (фр. Bernhardine Eugenie Désirée Bernadotte; Марсељ, 8. новембар 1777 — Стокхолм, 17. децембар 1860) је била супруга краља Карла XIV, краља Шведске и Норвешке и неко време је била вереница Наполеона Бонапарте.

## Преци
Документа града Марсеља показују да је Жак Клари, син Антоана и Маргарите Канол, прави предак Кларијевих. Он се 24. новембра 1690. године оженио Катрин Барос у цркви Ст. Мартин у Марсељу. Њихов син звао се Жозе (1693—1748) и он се оженио 27. фебруара 1724. Франсоа-Ањес Аморик. Из овог брака родио се Франсоа Клари, отац Дезире.

## Детињство
Франсоа Клари је рођен 24. фебруара 1725. године. Он је био богати марсељски трговац свилом и власник брода, који се обогатио трговином. Породица Клари је зато уживала у Француској велики углед. Франсоа Клари се два пута женио. Његова прва жена звала се Габријела Флечон, којом се оженио 13. априла 1751. године. Из овог брака је имао четворо деце: Франсоа-Жозефа, Марију-Жану, Марију-Терезу-Катарину и Етјен-Франсоу. Габријела се развела од Франсое Кларија 3. маја 1758. године, четири месеца након рођења последњег детета. Већ следеће године, 26. јуна 1759. године, ушао је у другу везу са Франсоом-Росе Сомис, која му је у току брака родила деветоро деце: Николаса-Жозефа, Жозефа-Онора, Росуе, Луцију, Етјена, Онорина, Јулију, Басилу и Дезире.
Најмлађе и тринаесто дете, Бранардин Ежени Дезире Клари, рођена је 8. новембра 1777. године у Марсељу. Дете је крштено дан након рођења у цркви Сен-Фереол. Кумови су били сестра њене мајке Бернардина-Катарина де Сомис и муж њене полусестре Жане, Луј Оноре де Жанс.

## Младост и веридба са Наполеоном
О младости Дезире је мало познато. Претпоставља се да је Дезире васпитавана у марсељском манастиру. Касније је изјавила да се веома слабо сећа куће својих родитеља. Године 1793. Ежени је упознала Бонапарта, која је била са Корзике. Боље рећи, Ежени (касније ословљавана са Дезире) је покушала свог старијег брата Етјена да ослободи из затвора и тада је случајно упознала Жозефа Бонапарту. Она му је представила своју старију сестру Јулију којој је било време за удају. Касније се Жозеф оженио њеном сестром, између осталог и због мираза. Ежени се заљубила у Жозефовог брата Наполеона. У периоду од 1795. до 1796. Дезире је била верена за непознатог генерала Наполеона, касније цара Француске. У августу 1794. њена сестра се удала за Жозефа Бонапарту, касније краља Напуља, а потом краља Шпаније. Наполеон је тада знао тачно шта жели и једном је изјавио Ежени да ће ући у историју.
Тада се фамилија Клари поставила против још једног Бонапарте у породици због Наполеоново сиромашног порекла, а Наполеон је отишао у Париз и тамо упознао утицајну и лепу Жозефину де Боарне и 1796. се оженио њом, тако да никад није дошло до брака између Дезире и Наполеона. Дезире је била веома разочарана Наполеоновим раскидом веридбе и зато је одлучила да изврши самоубиство и да се утопи у Сени, али ју је генерал Жан-Батист Бернадот спасао. Пошто се вратила у Марсељ, она и генерал Бернадот се нису видели неко време. За овај „излет“ у Париз нико није знао осим Марије, њене дадиље која јој је била као друга мајка. Касније је много мушкараца долазило и молило за њену руку.

## Брак са генералом Бернадотом и краљица Шведске
17. августа 1798. године се удала за Жан Батиста Бернадота, пријатеља Лисијена и Жозефа Бонапарте, који су били кумови на венчању. 4. јула 1799. родио се Оскар, чије је кумство спорно. Дете је крштено док је Наполеон био у Египту, па је на крштење послао свог брата Жозефа, али касније је Жан Батист признао само Жозефа за кума (а не Наполеона који је детету дао име).
1810. године, након што је био маршал Француске (1804) и принц од Понте Корва (1806), Бернадота је усвојио краљевски брачни пар Шведске и дао му име Карл Јохан XIV, а Дезире је крунисањем њеног мужа 1818. године под именом Дезидерија (ону коју желе) постала краљица Шведске и Норвешке. Иако су њен син и муж у Шведској живели од 1810. године и 1813. и 1814, она је живела у Француској (у Паризу) великим делом под именом Грофица од Готланда. Као разлоге одласка из Шведске навела је здравље - није могла да поднесе северну климу - као и немогућност да се у хладној северној земљи на крутом хладном двору осећа као код куће. У Стокхолм је поново дошла тек на венчање свога сина 19. јуна 1823. са Жозефином од Лојхтенберга (унуком француске царице Жозефине). Дезире се крунисала тек 21. августа 1829. године.
Њен син Оскар  је наследио свог оца и престо, а данашња шведска краљевска породица још увек припада лози Бернадот.

## Породица

### Родитељи
| име                | слика | датум рођења      | датум смрти      |
| ------------------ | ----- | ----------------- | ---------------- |
| Франсоа Клари      |       | 24. фебруар 1725. | 20. јануар 1794. |
| Франсоаз Роз Сомис |       | 30. август 1737.  | 28. јануар 1815. |

### Супружник
| име                   | слика | датум рођења     | датум смрти   |
| --------------------- | ----- | ---------------- | ------------- |
| Карл XIV Јуан Шведски |       | 26. јануар 1763. | 8. март 1844. |

### Деца
| име             | слика | датум рођења | датум смрти  | супружник                |
| --------------- | ----- | ------------ | ------------ | ------------------------ |
| Оскар I Шведски |       | 4. јул 1799. | 8. јул 1859. | Јозефина од Лојхтенберга |